# Borychów
Borychów [bɔˈrɨxuf] est un village polonais de la gmina de Repki dans le powiat de Sokołów et dans la voïvodie de Mazovie, au centre-est de la Pologne.
Il est situé à environ 12 kilomètres au sud-est de Sokołów Podlaski et 97 kilomètres à l'est de Varsovie.